# Sandra Lončarić
Sandra Lončarić (Brugg, Švicarska, 13. srpnja 1974.) hrvatska je filmska, televizijska i kazališna glumica.

## Životopis
Rođena je u Švicarskoj, a s roditeljima seli u Našice gdje završava osnovnu i srednju školu.
Diplomirala je 1996. godine na Akademiji dramske umjetnosti u Zagrebu. Iste godine postaje članica stalnog ansambla HNK Osijek.
Do sada je odigrala preko 50 kazališnih uloga domaćih i svjetskih pisaca te glumila u oko 40 filmova i serija.

## Filmografija

### Televizijske uloge
- "U dobru i zlu" kao Filipa Majdak (2025.)
- "Brod u boci" kao Marina (2024.)
- "Kumovi" kao Tereza Bujić (2024.)
- "Gora" kao Ivana Bilić (2023.)
- "Šutnja" kao inspektorica Vesna Horak (2021. – 2023.)
- "Nestali" kao Snježana (2020. – 2021.)
- "Novine" kao Vanja Kardum (2016. – 2020.)
- "Zlatni dvori" kao Vesna Galović (2016. – 2017.)
- "Kud puklo da puklo" kao Suzana (2015. – 2016.)
- "Zora dubrovačka" kao Adela Butigan (2013. – 2014.)
- "Počivali u miru" kao Sara Rogoz (2013.)
- "Nedjeljom ujutro, subotom navečer" kao Olga Abakumov (2013.)
- "Pod sretnom zvijezdom" kao Suzana Ivanović (2011.)
- "Dolina sunca" kao Višnja (2009. – 2010.)
- "Mamutica" kao Nada (2009.)
- "Hitna 94" kao dr. Sara Katanić (2008.)
- "Zauvijek susjedi" kao Margarita Ivelja (2008.)
- "Dobre namjere" kao Tonka Bakula (2007. – 2008.)
- "Cimmer fraj" kao Vida Vanga (2007.)
- "Balkan Inc." kao Jasminka (2006.)

### Filmske uloge
- "Po tamburi" kao policajka #1 (2021.)
- "Zbornica" kao Sanda (2021.)
- "Josef" kao Pelagija (2011.)
- "Korak po korak" kao Stella (2011.)
- "Koko i duhovi" kao Jagoda Horvatić (2011.)
- "Ljubavni život domobrana" kao Marijana (2009.)
- "Generalov carski osmijeh" (2002.)
- "Kraljica noći" kao Jagoda (2001.)
- "Srce nije u modi" kao recepcionerka (2000.)
- "Crvena prašina" kao Lidija (1999.)
- "Zavaravanje" kao Stella (1998.)
- "Anđele moj dragi" (1996.)

## Vanjske poveznice
- Sandra Lončarić u internetskoj bazi filmova IMDb-u (engl.)
- Stranica na HNK-Osijek.hr  Arhivirana inačica izvorne stranice od 12. lipnja 2007. (Wayback Machine)
- Sandra Lončarić web stranica  Arhivirana inačica izvorne stranice od 1. prosinca 2019. (Wayback Machine)